# Digital Hits FM
Digital Hits FM es una cadena de radio privada, que emite en radioformula musical basada en los grandes éxitos de la música eurodance , música electrónica y dance, de la década de los 90 y de los 2000, hasta la actualidad. Se caracteriza por ser una radio musical en catalán que combina programas musicales, de entretenimiento, espacios de información territorial y programas con disc-jockeys de renombre internacional.
La emisora pertenece a Digital Hits Audiovisual y el Grupo Mola Media e inició sus emisiones el 11 de septiembre de 2013. Actualmente emite a gran parte de Cataluña y sus estudios centrales se encuentran en Gerona, en Sabadell y en Barcelona, desde donde se emite la mayor parte de su programación. Los programas territoriales se emiten desde los estudios de Villafranca del Panadés, Tremp, Vich y Tortosa, respectivamente.

## Frecuencias

### FM
Provincia de Barcelona
- Barcelona: 104.0 FM
- Catalunya Central: 101.7 FM
- Vic / Osona: 95.7 FM

 Provincia de Gerona
- Girona / Pirineu: 93.5 FM

 Provincia de Lérida
- Lérida: 95.8 FM

 Provincia de Tarragona
- Tarragona: 106.0 FM

### TDT
Provincia de Barcelona
- Sabadell : 39 UHF

 Provincia de Gerona
- Gerona : 39 UHF
- La Selva : 46 UHF
- Alto Ampurdán : 48 UHF

## Locutores 24 / 25
- Jordi Veliz
- Leo Garriga
- Armand Maravalle
- DJ Piyuli
- Pep Sánchez
- Makina Legends
- Tina Gutierrez
- Armin Van Buuren
- Amile Lens Exhale
- Roger Sánchez
- Oscar Aparicio
- Ole Art
- Fury